# Dream Girl
Dream Girl é um filme estadunidense de 1948, do gênero comédia romântica, dirigido por Mitchell Leisen e estrelado por Betty Hutton e Macdonald Carey. O roteiro é baseado na peça homônima de Elmer Rice, grande sucesso na Broadway na temporada 1945-1946. Betty Field, esposa do autor na época, interpretou o papel principal no palco, porém foi substituída por Betty Hutton na versão cinematográfica, por esta ser mais conhecida pelo público. Contudo, as bilheterias não corresponderam e a crítica não aprovou.

## Sinopse
Para fugir da monotonia de sua vida, Georgina está sempre sonhando acordada. Seus devaneios causam-lhe atritos com os pais e a irmã casada. Um dia, porém, ela se apaixona pelo repórter Clark Redfield e esquece as fantasias.

## Elenco
| Ator/Atriz      | Personagem            |
| --------------- | --------------------- |
| Betty Hutton    | Georgina Allerton     |
| Macdonald Carey | Clark Redfield        |
| Patric Knowles  | Jim Lucas             |
| Virginia Field  | Miriam Allerton Lucas |
| Walter Abel     | George Allerton       |
| Peggy Wood      | Lucy Allerton         |
| Carolyn Butler  | Claire Bleakley       |
| Lowell Gilmore  | George Hand           |
| Frank Puglia    | Antonio               |